# Londrina
Londrina es un municipio brasileño localizado en las coordenadas 23°18′S 51°10′O / -23.300, -51.167 al norte del Estado de Paraná, a 369 km de Curitiba, la capital paranaense.
Es un importante polo de desarrollo regional, con gran influencia en todo el estado de Paraná y en la región sur del país. Con aproximadamente 610 mil habitantes, es la segunda ciudad del estado por número de habitantes.

## Geografía
Situado entre 23 ° 08'47 " y 23 ° 55'46 " de latitud sur y entre los 50 ° 52'23 " y 51 ° 19'11 " al oeste de Greenwich, el Londrina ocupa en virtud de la Resolución N º 05 , de 10 de octubre de 2002, el IBGE , 1650, 809 kilómetros ², aproximadamente el 1% de la superficie total del Estado de Paraná.
El punto más alto del municipio tiene una altitud 820-844 Lerroville me pone cerca de este, en el camino hacia la presa. Situado en una espiga, no siendo visible, ya que no es un punto de montaje pero solo marcada.
El suelo de la zona es de basalto, sin embargo, dependiendo de su ubicación y de la topografía más plana, presenta diferentes tipos de suelo, por lo tanto, de fertilidad variable.
La capa de suelo es de profundidad variable, que van desde varias decenas de metros en los picos, hasta menos de un metro, cerca de los arroyos , en donde , en la mayoría de los casos, el agua fluye sobre la superficie del basalto compacto.
En la ciudad, hay pocas áreas restantes de la formación de vegetación natural (bosques tropicales y subtropicales la lluvia) que cubría la región. El bosque de Godoy (Reserva Forestal del Estado) y la Reserva de la India Apucaraninha son formaciones forestales que demuestran la variedad de géneros y especies de vegetación que había en la región.

## Economía
El municipio y la ciudad surgieron a raíz de las actividades de colonización agrícola promovidas por la Companhia de Terras Norte do Paraná. La agricultura continúa siendo fundamental para Londrina, a pesar de que su importancia ha disminuido en los últimos años. La actividad agrícola se diversificó, y además del café, hoy hay plantaciones de maíz, trigo, algodón, porotos, caña de azúcar, soja, frutas y hortalizas.
El sector industrial no ha sido muy importante, aunque la ciudad tiene una gran cantidad de secaderos de té.
Londrina se destaca hoy por el desarrollo del sector terciario (comercial y de servicios). Posee una de las mayores universidades del país, la Universidad Estadual de Londrina, además de varias universidades privadas, hospitales, restaurantes, bares y tiendas comerciales.

## Medios de comunicación
La ciudad cuenta con 16 emisoras radiales, de las cuales seis son FM y las restantes diez AM. Dos diarios (Folha de Londrina y Jornal de Londrina), dos semanales (Paraná Shimbun y Folha Norte), cuatro quincenales (Jornal Vestibulando, Fatos do Paraná, O Berro e União) y una edición mensual de Jornal Voz Árabe.
Con respecto a la televisión, existen siete emisoras (TV Cidade, TV Coroados/RPC, TV Independência, TV Londrina/Tarobá, TV a Cabo MIX - Unopar, RTV – Cultura, TV Tropical/CNT).

## Ciudades hermanadas
- Módena, Emilia-Romaña, Italia.
- Toledo, Ohio, Estados Unidos.

Arthur Thomas Park es un bosque urbano situado cerca del centro de Londrina. El parque cuenta con una superficie total de 85.47 hectáreas donadas al municipio por la Compañía Tierras del Norte de Paraná. Se estableció en 1975 y abierto a la visita de 1987 especies animales y vegetales y ha variado. En 1988, pasó por un proceso de revitalización y ahora cuenta con atracciones como un lago, una planta (que fue instalado antes de la primera planta hidroeléctrica en la ciudad que alimenta Londrina en los años 30), una cascada y una amplia zona de bosque con senderos para caminar, que existían en la región 

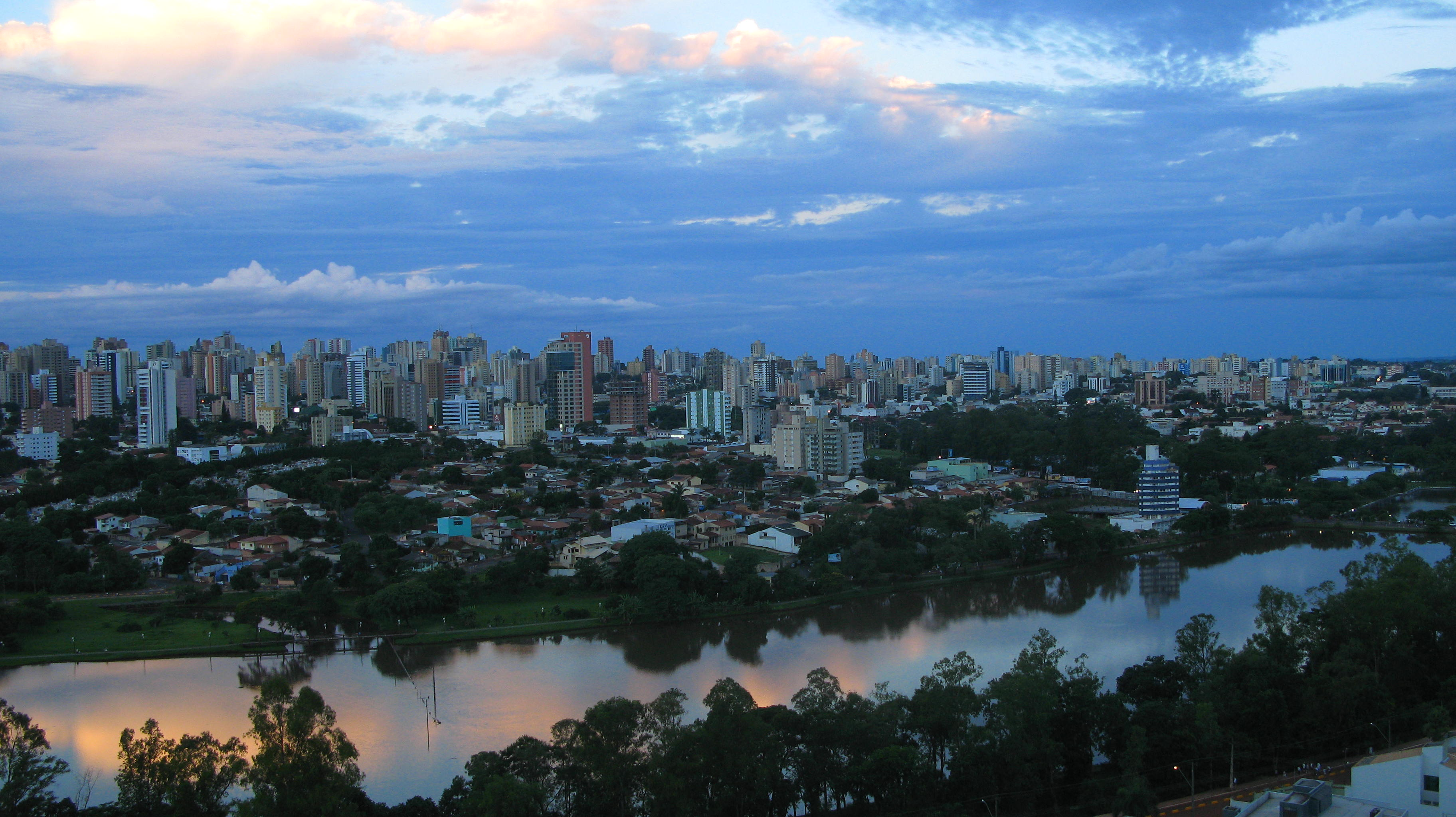
Panorama de la ciudad de Londrina

.

## Demografía
En 2016, la población del condado se estimó en Instituto Brasileño de Geografía y Estadística en 553 393 habitantes, y la [Lista [municipios de Paraná por la población | segunda ciudad más poblada del estado]] (solo por detrás de la capital Curitiba) y el 38 del país, con una densidad de población de 334.77 habitantes por kilómetro cuadrado.